# 武忠弼
武忠弼（1919年3月19日—2007年11月8日），男，安徽定远人，中国病理学家、医学教育家、社会活动家，德国科学院院士。生前推动中国和德国兩國之間的医学交流，前后两次分别获得德意志联邦共和国功绩勋章，与裘法祖并称为同济双璧。

## 生平
1936年起求学于同济大学医学院（今华中科技大学同济医学院）。抗战时期，他与同济医学院一起内迁，从上海吴淞、浙江金华、江西赣州、云南昆明到四川李庄，抗战胜利后迁回上海。1945年毕业于国立同济大学医学院，並留院执教。1949年后，与同济医学院一道从上海内迁武汉。1978年擔任該院病理学教授。著有《超微病理学基础》《超微病理诊断学》《江陵凤凰山168号墓西汉古尸研究》等。
2007年11月8日，武忠弼在武汉同济医院去世，享年88岁.

## 荣誉

### 外国勋章奖章
- 德意志联邦共和国大功绩十字勋章（德国，1986年颁发）
- 德意志联邦共和国佩星大功绩十字勋章（德国，2002年3月于北京颁发）